# Triftbuche im Feld bei Renda
Die im Jahr 1926 als Naturdenkmal ausgewiesene Triftbuche im Feld bei Renda steht auf der Ringgauhochfläche an einem alten Verbindungsweg, der früher auch als Triftweg zum Viehtrieb genutzt wurde. Die Stätte unter dem Baum bot den vorbeikommenden Bauern und ihren Tieren Rastgelegenheit. Der Kunsthistoriker und Fotograf Thomas Wiegand schätzte in seinem 1984 erschienenen Buch Bäume aus dem Werraland das Alter der Buche auf 200 Jahre und ihre Höhe auf 15 Meter, bei einem Stammumfang von 3,80 m. In dieser Zeit war der Baum, mit seinen „charakteristisch hängenden Zweigen“, nach seiner Einschätzung bis auf eine kleine Verletzung am Fuß des Stammes in einem guten Zustand. Knapp vier Jahrzehnte später scheint die Buche am Ende ihres Lebens angekommen zu sein. Die mächtige Krone des einst stattlichen Baumes fehlt. Geblieben ist nur ein Torso, den inzwischen Feldgehölze verdecken.

## Standort
Die Fläche mit der Triftbuche liegt am höchsten Punkt des Weges nach Markershausen, in der Nähe der Gemarkungsgrenze von Renda, einem Ortsteil der Gemeinde Ringgau im nordhessischen Werra-Meißner-Kreis. In der naturräumlichen Gliederung Deutschlands, die auf der Geografischen Landesaufnahme des Instituts für Landeskunde Bad Godesberg basiert, wird der Bereich dem Südlichen Ringgau (483.41) zugeordnet, einer Teileinheit der Nordwestlichen Randplatten, die das Thüringer Becken umrahmen. Die Hochebene des südlichen Ringgaus wird durch landwirtschaftliche Bearbeitung geprägt. Allerdings sind hier höhenbedingt die Vegetationszeiten verkürzt und die schwer zu bearbeitenden Böden, Rendzinen auf Kalkstein, teilweise so flachgründig, dass oft nur eine Grünlandnutzung möglich ist.

## Unterschutzstellung
Mit Verordnung des preußischen Regierungspräsidenten in Kassel vom 3. Oktober 1926 wurde die Buche durch das Feld- und Forstpolizeigesetz als Naturdenkmal unter Schutz gestellt. Das Grundstück, auf dem sie steht, war damals im Besitz eines Landwirts und wurde später im Rahmen einer neuen Wegeanlage zum Eigentum der Gemeinde. Anlässlich der Neuregelung des Naturschutzes, durch das Naturschutzgesetz vom 26. Juni 1935, ist sie als eine von 101 Naturdenkmalen im Kreis Eschwege mit dem Namen „Die alte Buche“ und der laufenden Nummer 79 in das Naturdenkmalbuch eingetragen worden und erhielt mit dem Inkrafttreten der Verordnung zur Sicherung von Naturdenkmalen in den Stadt- und Landkreisen des Regierungsbezirks Kassel am 1. November 1936 den Schutz des Reichsnaturschutzgesetzes. Die Triftbuche, die in der Liste der Naturdenkmale des Werra-Meißner-Kreises die Nummer ND 636.632 besitzt, wird derzeit als „rechtsverbindlich festgesetzte Einzelschöpfung der Natur“ durch das Bundesnaturschutzgesetz besonders geschützt.

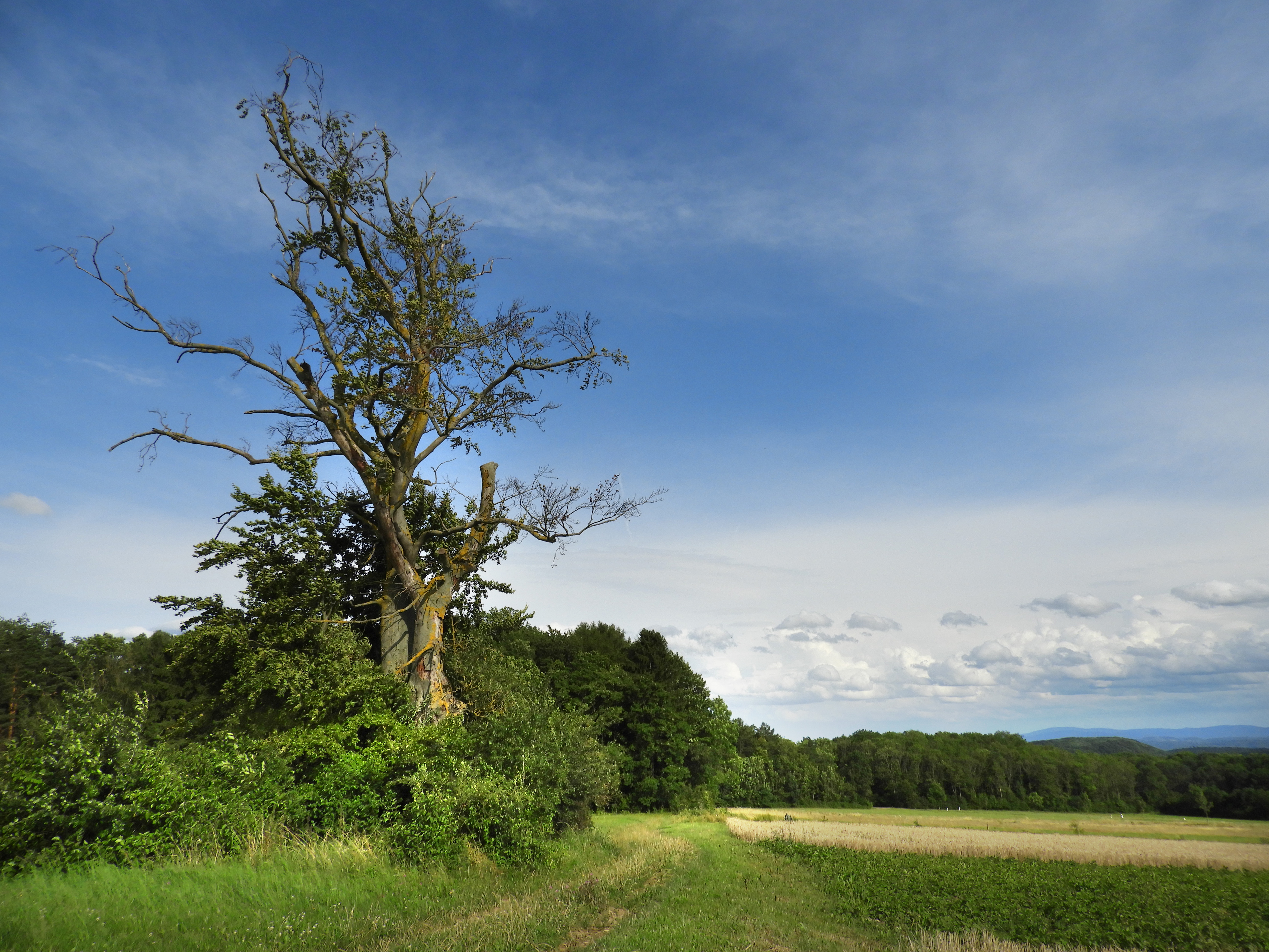
Die Triftbuche im Juli 2017
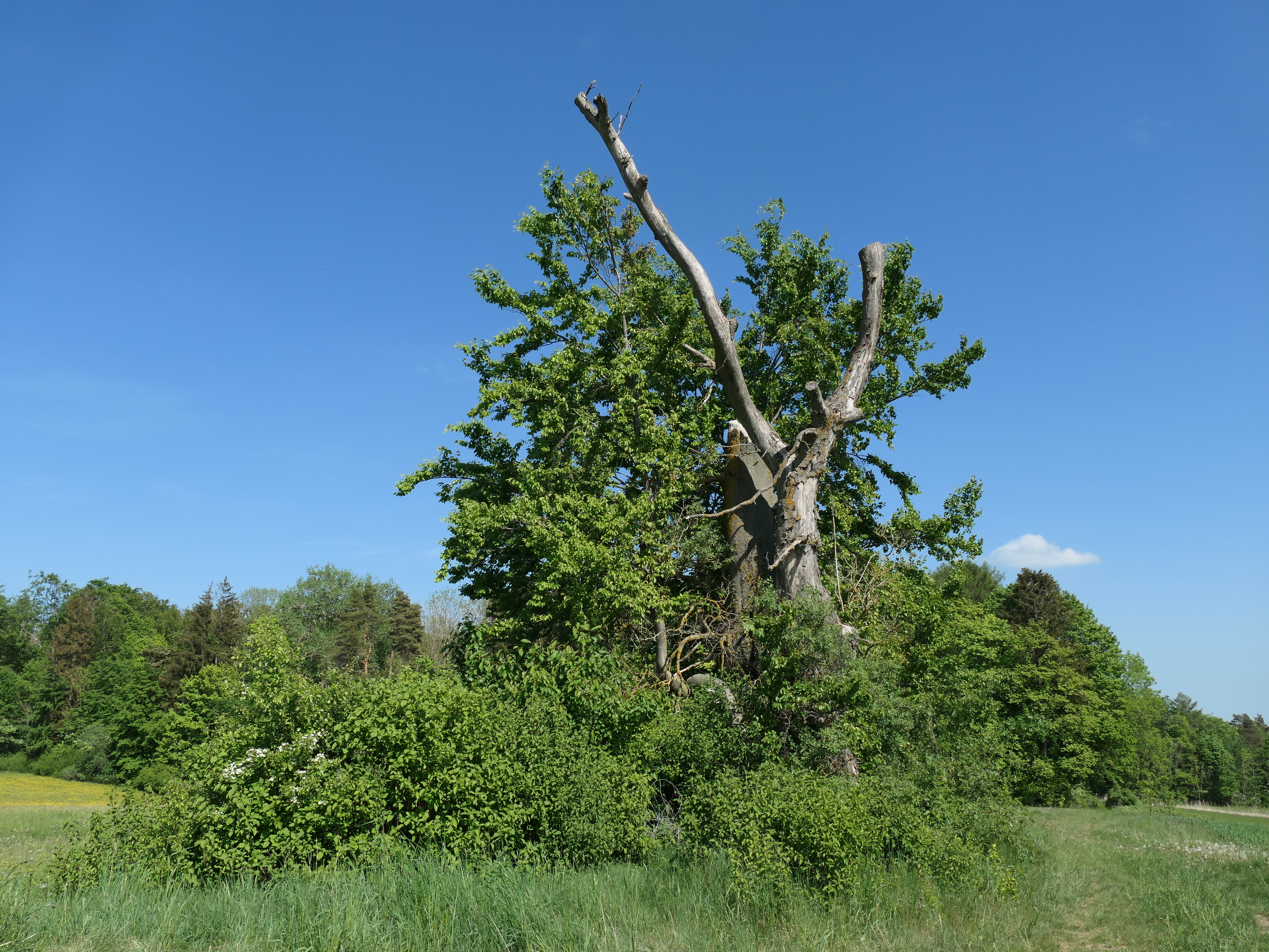
… und im Mai 2022